# Adolf Hampel
Adolf Hampel (* 7. September 1933 in Malé Heraltice bei Velké Heraltice, Tschechoslowakei; † 12. Juni 2022 in Hungen, Hessen) war ein deutscher katholischer Theologe.

## Leben
Hampel wurde 1946 mit seiner Familie aus dem Sudetenland vertrieben und besuchte in Passau das Gymnasium. Er studierte von 1953 bis 1958 an der theologischen Hochschule für Vertriebene in Königstein im Taunus und am Collegium Russicum im Vatikan. 1958 ließ er sich nach byzantinischem Ritus zum Priester weihen. 1962 promovierte er in Rom und erhielt einen Ruf an die PTH Königstein. 1969 wurde er Professor für katholische Kirchengeschichte und Moraltheologie an der Justus-Liebig-Universität Gießen.
Er stellte 1971 beim Papst Paul VI. das Gesuch, ihn zu laisieren und vom Zölibat zu entbinden. Dem Gesuch wurde stattgegeben und Hampel heiratete seine Freundin Renate. 1973 zog die Familie Hampel in das Pfarrhaus im Torbau von Schloss Hungen. Die Begegnung Hampels mit Hans Georg Graf von Oppersdorff brachte ihn auf die Idee, das Schloss Hungen zu kaufen.
1977 gründete er mit Erich Dauzenroth die Deutsche Korczak-Gesellschaft. 2012 veröffentlichte er unter dem Titel Mein langer Weg nach Moskau ein Buch mit Lebenserinnerungen. Hampel engagierte sich für die Völkerverständigung mit Osteuropa.
Hampel ist der Bruder der Maria-Ward-Schwester Renata Hampel und des Pädagogen Johannes Hampel. Adolf Hampel starb am 16. Juni 2022 im Alter von 88 Jahren in Hungen.

## Ehrungen und Auszeichnungen
- 2021 Ehrenbürgerwürde der Stadt Hungen[6]
- 2010 Medaille „1000 Jahre Kazan“ für die Suche nach der Ikone „Gottesmutter von Kasan“[7]

## Schriften
- mit Rudolf Grulich: Das neue Gottsuchertum und die alten Dogmen. Glasnost-Texte zu Religion und Moral. Gießen 1988, ISBN 3-923690-21-5.
- Glasnost und Perestroika – eine Herausforderung für die Kirchen. Mit einem Interview mit Erzbischof Kyrill von Smolensk. Frankfurt am Main 1989, ISBN 3-7820-0592-9.
- mit Rudolf Grulich: Stationen deutsch-tschechischer Geschichte. Gießen 1990, ISBN 3-923690-22-3.
- mit Thomas Ross: Gott in Rußland. Ein Bericht. München 1992, ISBN 978-3-446-17214-2
- mit Rudolf Grulich: Maastricht starb in Sarajevo. Gegen die Totengräber Europas. Justus-Liebig-Universität Gießen 1993
- mit Roland Grulich: Mit den Benes-Dekreten in die EU?. Ulm 2000, ISBN 978-3-87336-015-0.
- mit Rudolf Grulich: Kirche und Heimat: Vertriebenenseelsorge im Bistum Mainz. Obertshausen 2004, ISBN 3-924072-40-X.
- Mein langer Weg nach Moskau – Ausgewählte Erinnerungen. Bad Schussenried 2018, ISBN 978-3-87336-628-2 (2. Auflage).